# Persmuseum

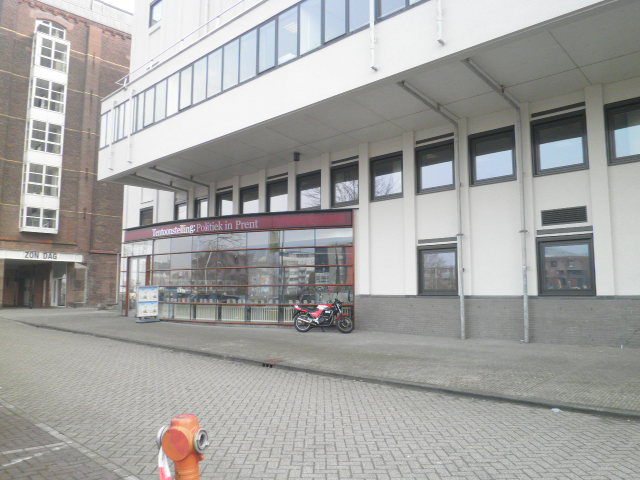
Eingang des ehemaligen Museums in Amsterdam

Das Nederlands Persmuseum (deutsch Pressemuseum) im Amsterdamer Stadtbezirk Amsterdam-Oost war ein nationales Museum für die niederländische Presse und bot eine Übersicht in die 400-jährige Geschichte der Printmedien. Das Museum verfügte unter anderem über ein umfangreiches Archiv, eine große Sammlung neuer sowie antiquarischer Bücher und Broschüren in der Bibliothek.
Es wurde im Juni 2017 mit dem Niederländischen Institut für Bild und Ton zusammen gelegt. 

## Geschichte
Der niederländische Journalist und Zeitschriftenherausgeber D. A. van Waalwijk war ein Sammler von Zeitungen und Zeitschriften. Auf einer Versteigerung erwarb er 1902 eine große Anzahl von Tages- und Wochenblättern. Damit war die Basis für ein Pressemuseum gelegt. Die Eröffnung fand 1902 statt. In einem Rundschreiben von 1903 gab van Waalwijk den Namen Nederlandsche Pers-museum („Niederländisches Presse-Museum“) an. Bis 1914 war das Museum im Gebäude Concordia im Nieuwezijds Voorburgwal 345 untergebracht und diente allein als Archiv. Im gleichen Jahr zog das Museum in die ehemalige Schule Agnietenschool. Am 4. November 1915 wurde eine Initiative zur Errichtung der Stichting Het Nederlandsch Persmuseum („Stiftung niederländisches Pressemuseum“) gegründet.
1924 fand das Museum eine neue Unterkunft im Typografischen Museum Amsterdam in der Da Costakade. Während des Zweiten
Weltkrieges war das Museum geschlossen; am 2. Mai 1946 wurde es wieder eröffnet. Danach musste es notgedrungen noch dreimal umziehen: in die Keizersgracht Nr. 604, nach Oude Turfmarkt Nr. 151 und in die Oude Hoogstraat Nr. 24. Lange Jahre war das Persmuseum unter anderem abhängig von privaten Geldgebern. 1988 bekam es vom „Ministerie van Welzijn, Volksgezondheid en Cultuur“ (etwa: Ministerium für Sozialwesen, Volksgesundheit und Kultur, heute Ministerie van Volksgezondheid, Welzijn en Sport) eine jährliche Subvention. Dadurch war die Existenz des Museums gesichert. Seit 2001 befand sich das Persmuseum im Gebäude des Internationalen Institut für Sozialgeschichte (IISG), in einem ehemaligen Kakaolagerhaus von König Willem I. am Cruquiusweg. Hier verfügte das Museum über ein klimatisiertes Magazin, einem Studiensaal, Foto- und Kopiermöglichkeiten, eine Restaurierungs-Abteilung, eine Bibliothek und einen Museumsshop. Es gab Räumlichkeiten für Tagungen und einen großen Veranstaltungsraum.

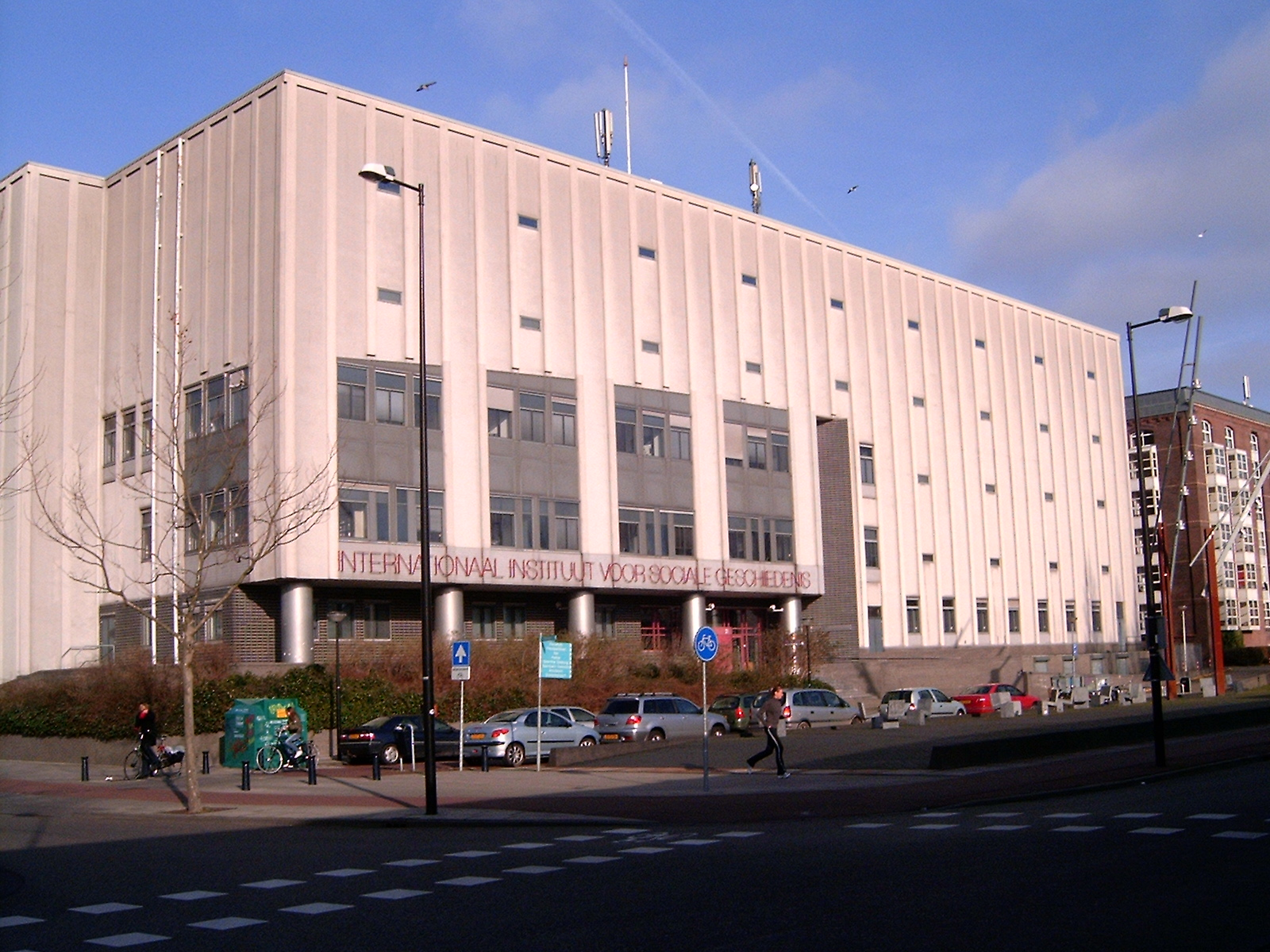
Internationales Institut für Sozialgeschichte (IISG)

Zum zehnjährigen Bestehen des Persmuseums fand 2001 eine Jubiläumsveranstaltung zum Thema 400 Jahre niederländische Presse statt. Schwerpunkte waren unter anderem die Themen Pressefreiheit, Massenmedien, Zensur, Propaganda und Demokratie.
Das Museum besaß eine große Sammlung von Zeitungen und Zeitschriften aus dem 17. und 18. Jahrhundert, wobei jedes Exemplar beziehungsweise jeder Titel sein eigenes Dossier besaß. Darin wurden zum Beispiel die ersten Ausgaben, Jubiläumsnummern oder Ausgaben mit neuem Layout, aufbewahrt. Außerdem gab es ein umfangreiches Archiv mit Biografien von rund 5000 niederländischen Journalisten.

## Ausstellungen
In Zusammenarbeit mit dem ISSG, dem NIOD, der Universitätsbibliothek der Universität von Amsterdam (UvA) sowie dem Katholiek Documentatiecentrum („Katholisches Dokumentationszentrum“, KDC) wurde eine Sammlung von Zeitschriften aus der Zeit von 1896 bis 1949 mit insgesamt 15.238 Seiten zusammengestellt. Sie umfasste unter anderem De Journalist (1896–1941), De Katholieke Pers (1915–1940) und De Nederlandsche Journalist (1941–1944).
Unter dem Titel No Pictures war 2011 eine Ausstellung über „heimlich gemachte Fotos“ zu sehen. Unter anderem ein SS-Mitglied auf dem Weg zum Auschwitzprozess; Angeklagte, welche in einem amerikanischen Gerichtssaal einen Fotografen belästigen und Prinses Juliana, die  mit einer Freundin spazieren geht und dabei ihr Gesicht bedeckt, um nicht erkannt zu werden.
Das Museum organisierte jährlich drei bis vier Sonderausstellungen. Es bot für Kinder, Schüler und Erwachsene Workshops an. Für Kinder zwischen acht und zwölf Jahren gab es die Möglichkeit mit bis zu 15 Personen ihren Geburtstag im Persmuseum zu feiern; verbunden mit einem festlichen Empfang und Workshops. 

## Schließung  und Fusion
Der Raad voor Cultuur, das Beratergremium der niederländischen Regierung in Kulturfragen, beschloss 2012, dass das Museum nicht in die staatliche Grundfinanzierung passt und riet zur Zusammenlegung mit dem Niederländischen Institut für Bild und Ton. Dies erfolgte zu Jahresbeginn 2017; die Mitarbeiter zogen in das Gebäude in Hilversum.